# Nyctemera sangira
Nyctemera sangira är en fjärilsart som beskrevs av Swinhoe 1903. Nyctemera sangira ingår i släktet Nyctemera och familjen björnspinnare. Inga underarter finns listade i Catalogue of Life.